# Конгрес Культури
«Конгрес Культури» — подія для представників галузі культури, що відбувається що два роки у Львові. Захід, організацією та проведенням якого займається Інститут стратегії культури, покликаний сприяти регулярному критичному огляду культурного процесу та розвитку культурного середовища України.
Вперше «Конгрес Культури» відбувся 2019 року, об'єднавши близько 200 українських та іноземних представників сфери культури. Тема першого Конгресу звучала як «Перехід 1989». Другий «Конгрес Культури» під назвою «Сцена майбутнього» відбувся 2021 року.

### Концепція та ідеї Конгресу
«Конгрес Культури» покликаний забезпечити українському інтелектуальному і мистецькому середовищу майданчик для систематичного аналізу й обговорення актуальних питань сфери. Тема і фокусні точки Конгресу щоразу відрізняються та визначаються відповідно до актуальних запитів галузі та суспільних процесів. Основними складовими заходу є дискусійна та мистецька частини. «Конгрес Культури» ставить за мету розвиток і підтримання діалогу між основними акторами у сфері культури: митцями, громадськими ініціативами та організаціями, закладами культури та освіти, органами влади та бізнесом. При формуванні програми, ініціатори кнгресу використовують міждисциплінарний і міжсекторальний підходи, залучаючи представників різних фахових галузей і секторів у сфері культури.  Оскільки захід було задумано як національний, його організатори прагнуть, аби щонайменше третина гостей Конгресу приїздила з інших міст і містечок України.
Конгрес повинен вирішити проблему браку сталих дискусійних платформ для аналізу культурних реалій в Україні. Цілі та формат заходу відповідають базовим цілям Стратегії розвитку культури м. Львова 2025, втіленням якої займається Інститут стратегії культури — комунальна установа, підпорядкована Департаменту розвитку Львівської міської ради.
«Він [«Конгрес Культури»] був задуманий у межах Стратегії розвитку культури Львова до 2025 року як захід, що став би платформою консолідації людей, котрі працюють у галузі культурі, а також місцем моніторингу виконання Стратегії. Ми плануємо надалі проводити його у форматі бієнале, тобто раз на два роки,» — розповіла директорка Інституту стратегії культури Юлія Хомчин в інтерв'ю виданню «Твоє Місто».
Зважаючи на свій регулярний характер, Конгрес має стати важливою культурною подією для міста та країни. Він покликаний не лише розвивати фаховий діалог щодо актуального стану культури, але й ініціювати нові партнерства, розширювати культурний дискурс в українському суспільстві загалом та сприяти напрацюванню рекомендацій щодо розвитку галузі культури на державному, регіональному і місцевому рівнях.

### Історія Конгресу

#### І Конгрес Культури «Перехід 1989» (2019 р.)
І Конгрес Культури було присвячено 30-тій річниці процесів, що призвели до становлення незалежності України та інших постсоціалістичних країн. Спікери Конгресу здійснили спробу оцінити зміни культурного ландшафту, що відбулися впродовж цього періоду «переходу».
«Вихідною точкою Конгресу — хронологічно й метафорично — стане 1989 рік, ознаменований низкою знакових подій, що вплинули на подальший хід історії. „Червона Рута“ й Студентське Братство. Повернення кримських татар на історичну батьківщину та масові страйки шахтарів. Перші вільні вибори народних депутатів СРСР і фактичний початок його розпаду. Оксамитова революція, події на площі Тяньаньмень і падіння Берлінського муру…» — йдеться в описі І Конгресу Культури.
Дискусійна програма складалася із трьох тематичних блоків: «Мури», куратори якого намагалися дати відповідь на питання про те, яким був стан культурного переходу до реалій незалежної держави України; «Міри», основне питання якого полягає у тому, чи є культура мірилом рівня розвитку суспільства; та «Наміри», в рамках якого обговорювався сьогоднішній культурний порядок денний. Основною мистецькою складовою Конгресу стала трієнале сучасного мистецтва «Український зріз», курирувана Влодком Кауфманом.
Конгрес відбувався 11-13 жовтня 2019 р. в старому терміналі Львівського аеропорту.
Організаторами І Конгресу Культури виступили ГО «Вірменська 35», Інститут стратегії культури, Мистецьке об'єднання НУРТ та Львівська міська рада. Захід відбувся за підтримки Українського Культурного Фонду.
ІІ Конгрес Культури «Сцена майбутнього» (2021 р.)
Тема II Конгресу Культури сформувалася як рефлексія на події 2020 року, що спровокували багато непевності та хвилювання стосовно нашого майбутнього: серед них пандемія COVID-19, перехід культурної сфери до дистанційного формату, ризик скорочення державного фінансування культури тощо.
Ось, як окреслюють основні питання Конгресу 2021 р. його організатори: «Яким ми бачимо майбутнє? Крізь які оптики дивимося у нього і чи багато спільного у наших візіях? Якою мірою можемо його моделювати, програмувати, творити, тобто режисувати принаймні якусь його частину? І яку роль у цьому відіграє наш досвід: видовищності, імітації, катастрофічності як топосів сучасності, переживання травматичних подій минулого й сьогодення, суспільних трансформацій, глядачами, акторами чи авторами яких ми були і є? Як реагувати на інструменталізацію культури й загроженість нових культурних інституцій, що спостерігаємо в Україні впродовж останнього року? І що вже зараз є важливим чи необхідним — в наших словах, проживанні, діях, практиках співжиття і співтворення, — щоб відбулося майбутнє, якого ми бажаємо?»
ІІ Конгрес було поділено на Велику та Малу сцени, а також три кураторські блоки: «Катастрофи», «Спів-Життя» і «Театрократія». Програма Малої сцени сформована за результатами опен-колу й акцентує на практичних форматах та репрезентації досвідів. Основним заходом мистецької частини Конгресу став проєкт «Екотеатр».
Конгрес Культури 2021 відбувався 14-16 жовтня на таких локаціях як Театр Лесі Українки, Радіогараж та сесійна зала Львівської міської ради.
Захід було організовано Інститутом стратегії культури, Львівською міською радою та ГО «Вірменська 35» за підтримки Міжнародного фонду «Відродження», Jam Factory Art Center, Harald Binder Cultural Enterprises, Фундації стратегічних змін та KredoBank.

### Про Інститут стратегії культури
Інститут стратегії культури (ІСК) було створено 2017 року для координації втілення Стратегії розвитку культури міста Львова 2025. Це муніципальна інституція, підпорядкована департаменту розвитку Львівської міської ради. ІСК займається аналітикою і моніторингом втілення Стратегії розвитку культури Львова та пожвавлює культурне життя міста.
Основними цілями Стратегії є сприяння децентралізації культури, відповідальному ставленню до культурної спадщини та ефективному фінансуванню та управлінню у сфері культури, а також залучення мешканців до творення культурного життя міста і модернізація формальної та підтримка неформальної культурної освіти.
«Мета Стратегії розвитку культури полягає у визначенні стратегічних цілей, пріоритетів, напрямів і конкретних проектів, які забезпечать оптимально сприятливі та ефективні умови для духовного, естетичного, соціального розвитку кожної людини зокрема і міської громади в цілому шляхом вирішення найважливіших завдань розвитку культури в місті», - йдеться на сайті Інституту стратегії культури.

### Відомі спікери Конгресу
Кожен Конгрес об'єднував близько восьмидесяти спікерів, серед яких опинялися українські та іноземні культурологи, культурні менеджери, куратори, медійники, митці, літератори, соціологи, дослідники та працівники культурних інституцій. Серед найбільш відомих постатей, що взяли участь у Конгресі: 
- Оксана Забужко
- Сергій Жадан
- Єжи Онух
- Паскаль Ґілен
- Віктор Марущенко
- Богуміла Бердиховська
- Пітер Померанцев
- Віталій Портников
- Славенка Дракуліч
- Юрій Прохасько
- Вахтанґ Кебуладзе
- Микита Кадан
- Марк Невілл
- Павло Гудімов
- Ірина Старовойт
- Ірина Цілик
- Юлія Сінкевич
- Ахтем Сеітаблаєв
- Олеся Островська-Люта